# تشيتي تشيتي بانغ بانغ
تشيتي تشيتي بانغ بانغ هي مسرحية موسيقية، ألف موسيقاها وكلماتها ريتشارد م. شيرمان وروبرت بي. شيرمان. يشار إليها أحيانًا باسم تشيتي الموسيقية لتمييزها عن فيلم أنتج عام 1968 ويحمل نفس الاسم، ومنه اشتقت المسرحية الموسيقية، والذي كتبه روالد دال وكين هيوز وريتشارد مايباوم. أُخذ فيلم 1968 بدوره عن كتاب يحمل نفس الاسم من تأليف إيان فليمنغ. العرض الأول للمسرحية كان في لندن بالاديوم في 16 أبريل 2002، وقد أخرج العرض أدريان نوبل قبل افتتاحه في برودواي في عام 2005.

## جوائز و ترشيحات

### الإنتاج الأصلي لعرض لندن
| السنة | الجائزة              | الفئة                               | المرشَّح                    | النتيجة |
| ----- | -------------------- | ----------------------------------- | ------------------------- | ------- |
| 2003  | جوائز واتسونستيج.كوم | أفضل مسرحية موسيقية جديدة           | أفضل مسرحية موسيقية جديدة | رُشِّح     |
| 2003  | جوائز واتسونستيج.كوم | أفضل ممثل في مسرحية موسيقية         | ميخائيل بال               | رُشِّح     |
| 2003  | جوائز واتسونستيج.كوم | أفضل ممثلة في مسرحية موسيقية        | إيما وليامز               | رُشِّح     |
| 2003  | جوائز واتسونستيج.كوم | أفضل ممثلة مساعدة في مسرحية موسيقية | نيكولا ماكوليف            | رُشِّح     |
| 2003  | جوائز واتسونستيج.كوم | أفضل تصميم مجموعة                   | أنتوني وارد               | فوز     |
| 2003  | جائزة أوليفر لورنس   | أفضل مسرحية موسيقية                 | أفضل مسرحية موسيقية       | رُشِّح     |
| 2003  | جائزة أوليفر لورنس   | أفضل أداء في دور مساعد              | نيكولا ماكوليف            | رُشِّح     |
| 2003  | جائزة أوليفر لورنس   | أفضل تصميم مجموعة                   | أنتوني وارد               | رُشِّح     |

### إنتاج برودواي الأصلي
| السنة | الجائزة    | الفئة                                    | المرشَّح              | النتيجة |
| ----- | ---------- | ---------------------------------------- | ------------------- | ------- |
| 2005  | جائزة توني | أفضل أداء لممثلة رائدة في مسرحية موسيقية | إرين ديلي           | رُشِّح     |
| 2005  | جائزة توني | أفضل أداء لممثل مميز في مسرحية موسيقية   | مارك كوديتش         | رُشِّح     |
| 2005  | جائزة توني | أفضل أداء لممثلة مميزة في مسرحية موسيقية | يان ماكسويل (ممثلة) | رُشِّح     |
| 2005  | جائزة توني | أفضل تصميم مناظر                         | أنتوني وارد         | رُشِّح     |
| 2005  | جائزة توني | أفضل تصميم إضاءة                         | مارك هندرسون        | رُشِّح     |

### جولة المملكة المتحدة 2015–2017
| السنة | الجائزة               | الفئة                                        | المرشّح           | النتيجة |
| ----- | --------------------- | -------------------------------------------- | ---------------- | ------- |
| 2017  | جوائز واتسون ستيج.كوم | أفضل ممثلة في مسرحية موسيقية                 | كاري هوب فليتشير | رُشِّح     |
| 2017  | جوائز واتسون ستيج.كوم | أفضل إنتاج إقليمي (على مسرح ويمبلدون الجديد) |                  | رُشِّح     |

## روابط خارجية
- قالب:IBDB title تشيتي تشيتي بانغ بانغ في قاعدة بيانات برودواي على الإنترنت
- تشيتي تشيتي بانغ بانغ في موقع المسرح الموسيقية العالمي
- تشيتي تشيتي بانغ بانغ في موقع مسرح الدولة
- تشيتي تشيتي بانغ بانغ على فيسبوك
- تشيتي تشيتي بانغ بانغ على تويتر